# Joseph Royal

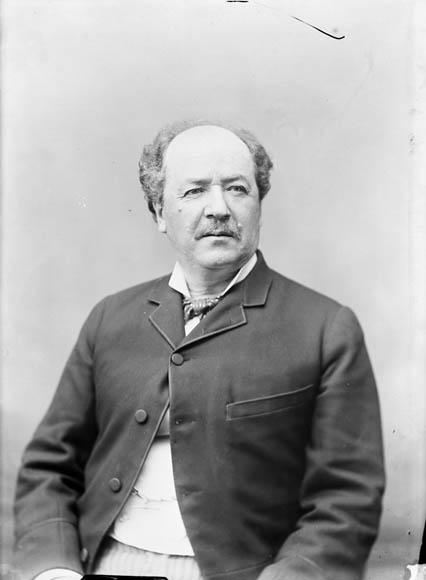
Joseph Royal (1888)

Joseph Royal (* 7. Mai 1837 in Repentigny, Niederkanada, heute: Québec; † 23. August 1902 in Montreal, Québec) war ein kanadischer Politiker der Konservativen Partei Kanadas, der unter anderem zwischen 1870 und 1879 Mitglied der Legislativversammlung von Manitoba sowie von 1871 bis 1872 deren erster Sprecher war. Er war des Weiteren zwischen 1879 und 1888 Mitglied des Unterhauses von Kanada sowie von 1888 bis 1893 Vizegouverneur der Nordwest-Territorien. Er galt als der bedeutendste frankophone Politiker seiner Generation in Manitoba.

## Leben
Joseph Royal besuchte das St. Mary’s-College der Jesuiten in Montreal und absolvierte 1857 ein juristisches Referendariat in der Anwaltskanzlei von George-Étienne Cartier, der von 1857 bis 1862 mit kurzer Unterbrechung Premierminister von Niederkanada war. Daraufhin nahm er allerdings zunächst eine Tätigkeit als Journalist auf und gründete 1857 die Zeitung Le Nouveau Monde sowie 1859 die Zeitung L’Ordre, die er „der Kirche, unserem Glauben, dem Vaterland, unserer Nationalität“ gewidmet hatte. 1864 beteiligte er sich zudem an der Gründung von La Revue Canadienne und wurde zugleich 1864 als Rechtsanwalt zugelassen. 1867 beteiligte er sich an der Gründung von Le Nouveau Monde und war 1869 Herausgeber der Zeitung, als die Red-River-Rebellion begann. Er druckte viel Material, das die Métis, des in der Red-River-Kolonie lebenden Mischvolks, positiv bewertete, und erregte bald die Aufmerksamkeit des Erzbischofs von Saint-Boniface Alexandre-Antonin Taché, der frankophone Fachkräfte für die neue Provinz Manitoba suchte. 1871 gründete er die Zeitung Le Métis, die 1880 zu Le Manitoba wurde.
Royal, der schnell zu den führenden Persönlichkeiten der Frankophonen gehörte und in fast allen möglichen Angelegenheiten in der neuen Provinz Manitoba beteiligt war. Am 27. Dezember 1870 wurde er per Akklamation für den Wahlkreis „St. Francois Xavier West“ zum Mitglied der Legislativversammlung von Manitoba gewählt und gehörte dieser nach seinen ebenfalls per Akklamation erfolgten Wiederwahlen am 23. Dezember 1874 und am 18. Dezember 1878 bis zur Auflösung dieses Wahlkreises zum 16. Dezember 1879 an. Er wurde am 15. März 1871 erster Sprecher der Legislativversammlung und übte dieses Amt bis zum 14. März 1872 aus, woraufhin Curtis James Bird am 5. Februar 1873 sein Nachfolger wurde.

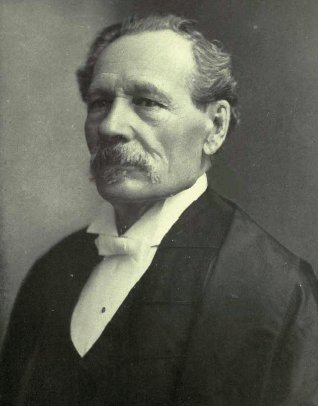
Mit Joseph Dubuc, der ebenfalls Sprecher der Legislativversammlung von Manitoba und Mitglied des Unterhauses von Kanada war, betrieb Royal eine Anwaltskanzlei.

1871 wurde Royal als Rechtsanwalt in Manitoba zugelassen und eröffnete zusammen mit Joseph Dubuc, der zwischen 1875 und 1878 dritter Sprecher der Legislativversammlung war, eine Kanzlei. Bei den Strafgerichtshöfen von Manitoba verteidigte er 1874 Ambroise-Dydime Lépine und André Nault, die unter Louis Riels provisorischer Regierung wegen der Hinrichtung von Thomas Scott angeklagt waren.
Am 14. März 1872 wurde Joseph Royal in die Regierung von Premierminister Henry Joseph Clarke berufen und bekleidete in dieser bis zum 8. Juli 1874 den Posten des Provinzsekretärs. Am 8. März 1873 gehörte er zu den Gründern des Winnipeg Board of Trade, der ersten Handelskammer in Westkanada. Am 11. Mai 1876 übernahm er in der Regierung von Premierminister Robert Atkinson Davis die Ämter als Generalstaatsanwalt und fungierte gleichzeitig bis zum 16. Oktober 1878 auch wieder als Provinzsekretär. In der darauf folgenden Regierung von Premierminister John Norquay übernahm er zwischen dem 16. Oktober 1878 und dem 4. Juni 1879 das Amt des Ministers für öffentliche Arbeiten. 1877 gehörte er der Erstversammlung der Universität von Manitoba an. Er war ein konsequenter Unterstützer der Métis und ihrer Anliegen – einschließlich einer Amnestie für Louis Riel und Ambroise Lépine – und bemühte sich, sie in einen frankophonen Block in der Provinzlegislative einzugliedern. Er war außerdem von 1877 bis 1880 Mitglied der Anwaltskammer von Manitoba (Law Society of Manitoba) und fungierte in dieser Zeit als deren erster Präsident. Darüber hinaus war er im Juni 1879 Gründungsmitglied der Manitoba Historical Society.
Nachdem er 1879 von John Norquay aus der Regierung gedrängt wurde, wurde Royal bei der aufgrund der am 12. November 1879 erfolgten Ernennung von Joseph Dubuc zum Richter am Höchsten Gericht von Manitoba (Court of King’s Bench of Manitoba) notwendigen Nachwahl am 30. Dezember 1879 im Wahlkreis „Provencher“ für die Konservative Partei Kanadas mit 652 Stimmen zum Mitglied des Unterhauses von Kanada gewählt und gehörte diesem nach seinen Wiederwahlen am 20. Juni 1882 (per Akklamation) sowie am 22. Februar 1887 (mit 1081 Stimmen) bis zum 3. Juli 1888 an. Während seiner Unterhauszugehörigkeit war er Mitglied mehrerer Ständiger Ausschüsse sowie zeitweilig Vorsitzender eines Sonderausschusses zur Prüfung der Schifffahrt in der Hudson Bay und war 1880 erster Vogt (Reeve) von Saint-Boniface, woraufhin Alphonse Alfred Clément Larivière ihn 1881 ablöste, der 1888 auch sein Nachfolger als Unterhausabgeordneter wurde. 1885 erhielt er die Confederation Medal.
Als Nachfolger von Edgar Dewdney übernahm Joseph Royal am 1. Juli 1888 den Posten als Vizegouverneur der Nordwest-Territorien und bekleidete diesen bis zum 31. Oktober 1893, woraufhin Charles Herbert Mackintosh dieses Amt übernahm. Der Verlust seiner französischen Rechte während seiner Amtszeit war ihm allerdings unangenehm. Er hoffte, Senator zu werden, wurde jedoch nie nominiert. Nach dem Ende seiner Amtszeit wurde er 1893 zum Mitglied der Royal Society of Canada gewählt und übernahm in Montreal im Dezember 1894 die Funktion als Chefredakteur von La Minerve.
Aus seiner am 14. Juli 1857 in Montreal geschlossenen Ehe mit Agnès Bruyère (1835–1911) gingen zehn Kinder hervor, darunter der Maler Joseph Côme Séraphin Royal (1858–1882), Marie Antoinette Royal (1862–1930), Jules Royal (1864–?), Emma Royal (1866–1949), der Rechtsanwalt Charles Henri Royal (1867–1920) und Alfred Royal (1868–?). Seine jüngere Schwester Adele Royal (1851–1894) war die Ehefrau des Kommunalpolitikers und Richters Joseph Turenne. Nach seinem Tode wurde er auf dem dortigen Friedhof Notre-Dame-des-Neiges in Montreal beigesetzt. Ihm zu Ehren wurde der Parc Joseph Royal am Red River in Saint-Boniface sowie das Royal House auf 147 Provencher Boulevard in Winnipeg benannt.

## Veröffentlichungen
- Vie Politique de Sir Louis H. Lafontaine, 1864
- La Vallee de la Mantawa, Montreal 1869
- Le Canada, république ou colonie?, Montreal 1894
- Histoire du Canada 1841 a 1867, Montreal, 1909

## Hintergrundliteratur
- J. P. Robertson: A Political Manual of the Province of Manitoba and the North-West Territories, Call Printing Company, Winnipeg 1887
- F. H. Schofield: The Story of Manitoba, The S. J. Clarke Publishing Company, Winnipeg 1913
- Pioneers and Prominent People of Manitoba, Canadian Publicity Company, Winnipeg 1925
- Pioneers and Early Citizens of Manitoba, Manitoba Library Association, Winnipeg 1971
- J. M. Bumsted: Dictionary of Manitoba Biography, University of Manitoba Press, 1999, ISBN 0-8875-5-1696